# 사랑은 방울방울 (영화)
사랑은 방울방울(有情飲水飽)는 1999년 개봉한 홍콩 영화이다.

## KBS 성우진 (2005년 2월 8일)
- 홍성헌 - 마수인(양조위)
- 정미숙 - 아채(서기)
- 이재용 - 톰(임가동)
- 소연 - 클로로폼
- 이현주 - 여자
- 이종구 - 포장
- 은미 - 마샤
- 양정애 - 헬레나
- 김소형 - 우문준
- 임채헌 - 웨이터
- 이근욱 - 우가발
- 이윤선 - 수인의 아버지
- 윤세웅 - 안경태
- 원호섭 - 사장